# Amphibotettix rosaceus
Amphibotettix rosaceus är en insektsart som beskrevs av Hancock, J.L. 1915. Amphibotettix rosaceus ingår i släktet Amphibotettix och familjen torngräshoppor. Inga underarter finns listade i Catalogue of Life.